# Chionaema margarethae
Chionaema margarethae là một loài bướm đêm thuộc phân họ Arctiinae, họ Erebidae.